# Episodi di True Justice (seconda stagione)
Di seguito la lista degli episodi della seconda stagione della serie televisiva True Justice.
| nº | Titolo originale   | Titolo italiano      | Prima TV originale | Prima TV Italia |
| -- | ------------------ | -------------------- | ------------------ | --------------- |
| 1  | Vengeance Is Mine  | Vendetta personale   | 4 luglio 2012      | 10 maggio 2013  |
| 2  | The Untouchables   | Vendetta personale   | 11 luglio 2012     | 10 maggio 2013  |
| 3  | Blood Alley        | Vicolo di sangue     | 18 luglio 2012     | 17 maggio 2013  |
| 4  | All In             | Vicolo di sangue     | 25 luglio 2012     | 17 maggio 2013  |
| 5  | Dirty Money        | Reazione violenta    | 1º agosto 2012     | 24 maggio 2013  |
| 6  | Violence of Action | Reazione violenta    | 8 agosto 2012      | 24 maggio 2013  |
| 7  | Toys in the Attic  | L'angelo della morte | 15 agosto 2012     | 31 maggio 2013  |
| 8  | Angel of Death     | L'angelo della morte | 22 agosto 2012     | 31 maggio 2013  |
| 9  | The Conversation   | Missione segreta     | 29 agosto 2012     | 7 giugno 2013   |
| 10 | Dead Drop          | Missione segreta     | 5 settembre 2012   | 7 giugno 2013   |
| 11 | The Cut-Out Man    | Caccia al fantasma   | 12 settembre 2012  | 14 giugno 2013  |
| 12 | Fired              | Caccia al fantasma   | 19 settembre 2012  | 14 giugno 2013  |
| 13 | The Shot           |                      | 26 settembre 2012  | non trasmesso   |